# Мухайм, Антон
Антон Мухайм (нем. Anton Muheim; 13 июня 1916, Люцерн, Швейцария — 11 мая 2016, Флюэлен, Швейцария) — швейцарский государственный деятель, президент Национального совета Швейцарии (1973—1974).

## Биография
Родился в семье корабельного инспектора и чиновника Швейцарского фонда страхования от несчастных случаев (SUVA). Его род относится к одну из самых влиятельных в общественно-политической жизни страны. Многие его представители были чиновниками и депутатами. 
Изучал право и экономику в Цюрихском и Бернском университетах. Получил степень доктора общественно-политических наук и закончил адвокатскую у депутата Национального совета Эдуарда Арнольда. С 1942 по 1959 г. руководил собственной юридической фирмой.
Являлся членом Социал-демократической партии и в 1943 г. был избран в Большой городской совет Люцерна, где оставался до 1959 г. Кроме того, с 1949 по 1959 г. был президентом люцернового отделения Швейцарского союза государственных служащих (VPOD). В 1959 г. был избран в правительственный совет кантона Люцерн и стал начальником отдела юстиции. В правительстве Люцерна он был первым членом Социал-демократической партии и тем самым заложил традицию участия партии в региональном правительстве, которая просуществовала до 2015 г.
С 1963 по 1983 г. был депутатом Национального совета, а с 1973 по 1974 г. — его председателем. С 1978 по 1984 г. был членом ПАСЕ, а с 1980 по 1981 г. ее вице-президентом.
В 1978 г. вышел на пенсию в качестве правительственного советника.
С 1976 по 1987 г. входил в состав центрального совета Pro Infirmis, крупнейшей специализированной организацией по оказанию частной помощи людям с инвалидностью в Швейцарии, а в 1984 г. стал соучредителем экологической ассоциации «Фирвальдштетское озеро», которую он возглавлял до 1993 г.